# Kristaq Xharo
Kristaq Xharo (ur. 17 sierpnia 1959 w Gradishtë) – albański publicysta, profesor stosunków międzynarodowych, wykładowca Europejskiego Uniwersytetu w Tiranie i wojskowy w stopniu pułkownika (kolonel). 17 kwietnia 2015 roku przeszedł na emeryturę po 30 latach służby.

## Książki[1]
- Zjarri ne luftim mbrojtës (2004)
- Dinjitoz drejt Irakut (2005)
- Ku po shkon Lufta (2005)
- Organizim luftimi (2005)
- Shqipëria suksesshëm ne rrugën e kryesimit (2008)
- Në brendësi të luftimit (2009)
- Udhëheqja strategjike (2010)
- Conservatives_WFD_PWD Handbook (2021)
- Në paradigmën e Sigurisë (2021)

## Publikacje
- Interesat kombëtarë linjëzohen me fuqinë dhe sjelljen kombëtare (2017)
- A do të ndezin Mali i Zi dhe Shqipëria… Luftën e Tretë Botërore?! (2018)
- Serbia blen bombardues, Rusia rrëmben anije, NATO ultimatum Kosovës! (2018)
- Interesat kombëtare nuk mbrohen as me bajlozë e as me rapsodë... (2019)
- Tërmeti dhe nevoja për strategji madhore (2019)
- Ku po shkon Kosovë? (2020)
- Përballja e Kosovës për në Hagë nis nga Beogradi (2020)
- Profesori i UET: Pandemia po godet sigurinë në themele (2020)
- Profesori i UET Xharo: Bota dhe efektet e coronavirusit (2020)
- Rinasi,  në kontekstin e menaxhimit të sigurisë... (2021)
- Zgjerimi i BE si dilemë midis politikës dhe gjeopolitikës (2022)